# رزنهایم
شهر رزنهایم (به آلمانی: Rosenheim) در ایالت بایرن در کشور آلمان واقع شده‌است.
این شهر با مساحت ۳۷۲۵ کیلومتر مربع و ۶۱۵۱۲ نفر جمعیت (دسامبر ۲۰۱۱)، سومین شهر بزرگ باواریای بالایی(Oberbayern)است که در فاصلهٔ ۵۲ کیلومتری جنوب شرقی مونیخ موقعیت دارد. مکس جوزف پلاتز (Max Joseph Platz)، مرکز توریستی این شهر می‌باشد و
دو رودخانهٔ این و مانگفال از این شهر می‌گذرند.دانشگاه فنی علوم کاربردی رزنهایم در این شهر قرار دارد.

## اهالی سرشناس
از اهالی سرشناس این شهر می‌توان به باستین شوانشتایگر اشاره کرد. او زادهٔ کلبرمور از توابع رزنهایم است.

## شهرهای خواهر
ایتالیا- لازیسه

 فرانسه- براینکن

 آلمان- گرایتس

 ژاپن- ایشی‌کاوا، چیبا

شهرِ دوست:

 اتریش- کوف اشتاین